# Vicia canescens
Vicia canescens är en ärtväxtart som beskrevs av Jacques-Julien Houtou de La Billardière. Vicia canescens ingår i släktet vickrar, och familjen ärtväxter.

## Underarter
Arten delas in i följande underarter:
- V. c. argaea
- V. c. canescens
- V. c. gregaria
- V. c. leucomalla
- V. c. variegata